# 布朗氏直線脂鯉
布朗氏直線脂鯉，為輻鰭魚綱脂鯉目脂鯉亞目脂鯉科的其中一個種，為熱帶淡水魚，分布於南美洲蓋亞那至巴西淡水流域，體長可達8.2公分，棲息在底中層水域，生活習性不明。

## 扩展阅读
- 維基物種上的相關：布朗氏直線脂鯉